# Црква Светих цара Константина и царице Јелене у Манојлици
Црква Светих цара Константина и царице Јелене у Манојлици, насељеном месту на територији општине Сврљиг припада Епархији нишкој Српске православне цркве.

## Положај и опис цркве
Црква се налази око 1,5km источно од Манојлице, крај речице, а у подножју шумовитог узвишења. У ограђеној порти много зеленила и старих храстова и борова. Црква је већих димензија без значајнијих архитектонских вредности. Поседује велику полукружну апсиду, која се пружа по читавој ширини и висини цркве. Није живописана. Изнад улазних врата је оштећени запис у малтеру, чија се прва два реда читају: Храм цара Kонстантина и царице Јелене обнови се ... У четвртом реду се може прочитати само број „8“. На прагу северних врата цркве записана је година 1938. Међутим, према запису у летопису цркве у Гулијану, помиње се црква св. цара Kонстантина и царице Јелене у Манојлици 1848.г.  
Могуће је да је обновљена и око половине прошлог века и 1938. године. У том случају настанак првобитног сакралног објекта на овом месту могао би се померити на почетак 19. или крај 18. века.
Крај цркве, ван ограђене порте, постоји очувана зграда старог конака, настала највероватније око половине 19. века. Сачувана је и стара звонара од дрвених греда.